# Władysław Uziembło
Władysław Uziembło, ps. Juliusz, August (ur. 3 maja 1887 w Pokrowskoje, zm. 3 grudnia 1980 w Warszawie) – działacz socjalistyczny i samorządowy, wiceprezydent Lublina, Radomia i Piotrkowa Trybunalskiego, poseł na Sejm I kadencji w II RP. Brat Adama, działacza PPS i dziennikarza. 

## Życiorys
Urodził się w Rosji, gdzie na zesłaniu przebywał jego ojciec socjalista Tomasz Józef Uziembło. W 1900 wraz z matką przybył do Lwowa, gdzie w 1906 ukończył średnią szkołę przemysłową. Od 1902 był członkiem szkolnych kółek „Promienistych”.
Od 1906 członek Polskiej Partii Socjalistycznej. Pracował jako ślusarz i jednocześnie prowadził konspiracyjną drukarnię PPS w Warszawie. Ścigany przez Ochranę zbiegł do Galicji. W 1912 wyjechał do Rosji i został zatrudniony w Moskwie przy budowie urządzeń elektrycznych. Był więziony za działalność polityczną (1915–1916). W 1917 w Charkowie wraz z Zygmuntem Zarembą znalazł się wśród założycieli Zjednoczenia Socjalistycznego Polskiego.
Od 1918 przeniósł się do Lublina. W listopadzie 1918 uczestniczył w pracach Tymczasowego Rządu Ludowego Republiki Polskiej w Lublinie.
5 listopada 1918 został członkiem, a następnie przewodniczącym Rady Delegatów Robotniczych w Lublinie.
23 lutego 1919 został wybrany radnym miejskim z listy PPS, a 20 marca 1919 Rada Miejska wybrała go na wiceprezydenta Lublina. W latach 1919–1923 był przewodniczącym Okręgowego Komitetu Robotniczego PPS w Lublinie oraz delegatem na Kongres Zjednoczeniowy PPS w Krakowie w kwietniu 1919. Od 1919 do 1939 był członkiem Rady Naczelnej PPS.

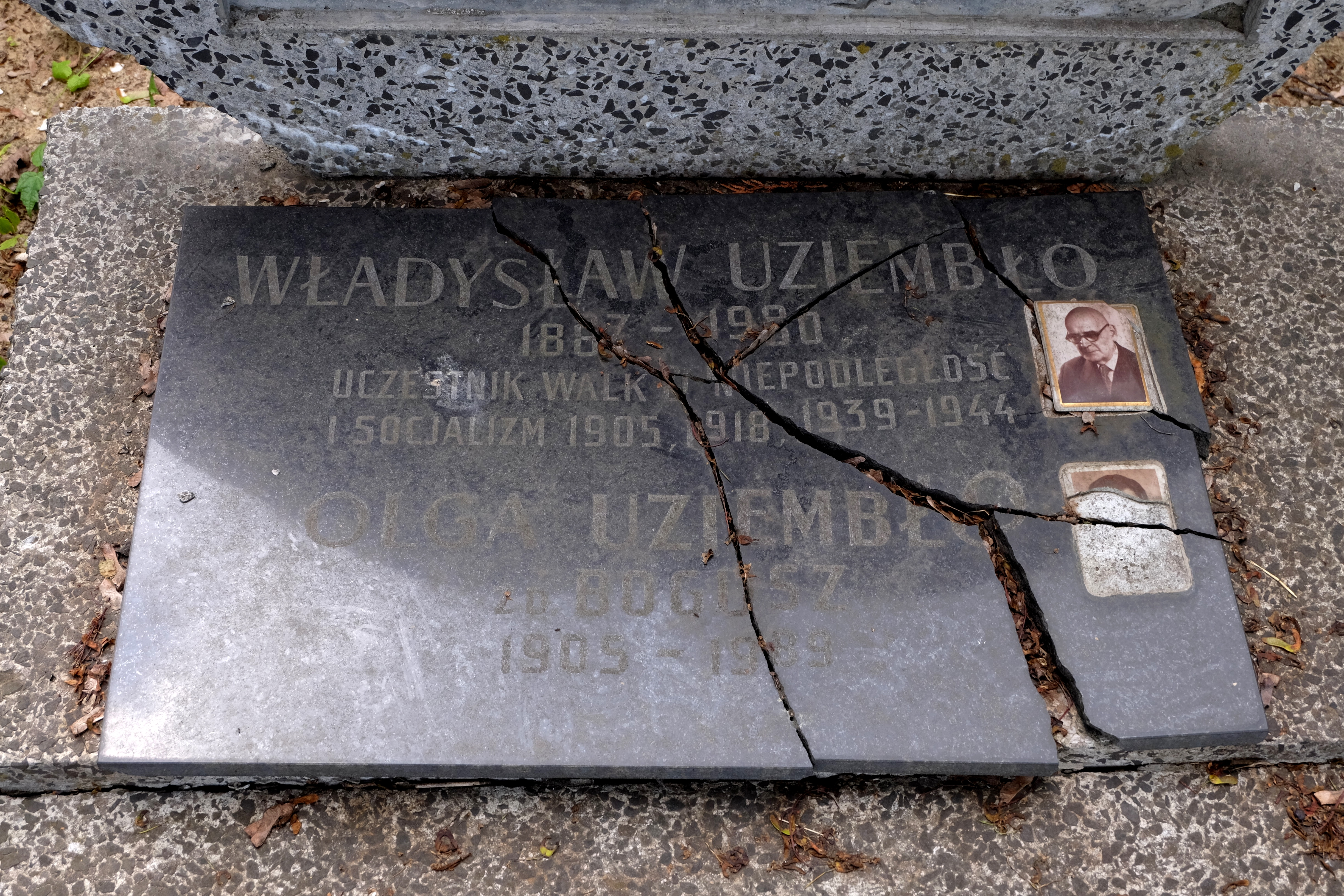
Tablica na grobie Władysława Uziembło na Cmentarzu Wojskowym na Powązkach w Warszawie

W 1922 został wybrany posłem na Sejm z listy PPS. Na polecenie władz centralnych PPS w 1923 zrzekł się stanowiska wiceprezydenta Lublina i podjął pracę w sejmowej Komisji Administracyjnej, rozpatrującej projekty uchwał dotyczących ustroju samorządu terytorialnego. Należał do Komisji Odbudowy Kraju i Komisji Specjalnej do Badania Więzień.
Od 1927 do 1930 był wiceprezydentem Radomia, zaś od 1930 do 1935 był kolejno zatrudniony w Magistracie Łodzi, w Warszawskiej Spółdzielni Mieszkaniowej i w budownictwie mieszkaniowym w Gdyni. W okresie 1935–1939 pełnił funkcję wiceprezydenta Piotrkowa Trybunalskiego.
Członek zarządu Związku Miast Polskich w 1932 roku.
Podczas okupacji (1939–1944) kierował laboratorium mikrofotografii PPS-WRN i placówką AK „Czarownica”, zajmującą się utrzymywaniem łączności z Londynem. Przejściowo pełnił również funkcję zastępcy Okręgowego Delegata Rządu w Łodzi.
Po wojnie działał w „lubelskiej” PPS. Zawodowo pracował m.in. w Ministerstwie Przemysłu Budowlanego oraz w przedsiębiorstwie budowlanym w Jeleniej Górze. W 1957 przeszedł na emeryturę. Pochowany na cmentarzu Powązki Wojskowe w Warszawie (kwatera C35-10-8).